# 제이노블
제이노블(J-Novel)은 서울문화사의 라이트 노벨 레이블이다. 2007년 4월 제로의 사역마와 신곡주계 폴리포니카를 시작으로 창간하여, 2007년 12월에 계열사인 서울미디어의 라이트 노벨 레이블인 젬스 노벨과 통합하였다. 일괄 발매일은 매월 10일.

## 출판 목록
아래의 목록은 J 노벨을 통해 출판된 한국어판 라이트 노벨이다.

### 발행중
- ※여동생을 귀여워하는 것도 중요한 업무입니다. 1
- 가데스! 1~3
- 가미오로시 1~2
- 건즈 앤 매직 1~2
- 걸리쉬 넘버 1~3
- 걸리 에어포스 1~9
- 공허의 상자와 제로의 마리아 1~6
- 귀여운 여자아이에게 공략당하는 건 좋아하세요? 1~4
- 그녀가 나에게 대시하자 여동생이 화를 낸다? 1~5
- 그녀는 안경 HOLIC 1~3
- 그녀는 전쟁요정 1~3
- 그녀와 플래그를 세우는 100가지 방법
- 나와 천사의 세계창조 1~3
- 나의 주인님?! 1~5
- 내가 히로인을 너무 구해서 세계가 리틀 묵시록?! 1~16
- 내 뇌 속의 선택지가 학원 러브 코미디를 전력으로 방해하고 있다 1~12.5
- 내 마검이 시끄러운 건에 대하여 1~3
- 너의 봉사는 그 정도인가? 1
- 네가 울 때가지 짓밟아주겠어!
  - 네가 짓밟을 때까지 울어주겠어!!
- 노블리주! 1
- 뇌장 작렬 걸 1-5
- 다크 스트라이카 1~2
- 다크 엘프의 입맞춤 1~4
- 단죄의 익시드 1~5
- 더 브레이커 1~3
- 도(道)-MEN ~홋카이도를 먹으러 온 소녀~ 1
- 돌연 기사가 되어 므흣한 내가 있다 1~7
- 될 수 있어! SE 1~14
- 드루이드가 떴다! 1~3
- 라이트노블 즐겁게 쓰는 법 1~8
- 랭진x코드 1
- 러브 코미디는 금지라고요! 1~2
- 레비아탄의 연인 1~3
- 렌탈 풀문 1~3
- 루와 요이코의 악당 가업 1~3
- 리어왕!
- 마검 군사와 무지개 병단 1~4
- 마계 신부! 1~4
- 마녀의 대관 1~3
  - 라 돌체 비타
- 마루나베 네코 1~3
- 마왕학교에 나만 용자?! 1~10
- 마지널 1~6
- 매지션즈 아카데미 1~9
- 미소녀 마법세계에서 내가 아빠?!
- 미즈타마 패닉 1~4
- 반달 화랑가의 기적 1~2
- 방과후 아포칼립스 1~2
- 변태 선배와 나와 그녀 1~2
- 변태왕자와 웃지 않는 고양이 1~12
- 보이레코! 1
- 보이 미츠 하트! 1~2
- 부탁이니까 5분만 더! 1~3
- 북오더 1~2
- 블리치 1~2
- 비탄의 아리아 1~30
  - 리로디드 캐스트오프 테이블
  - 비탄의 아리아 AA 1~4
- 사랑☆소동 1~3
- 사무라이 가드 1~7
- 사상 도서관의 리브르 블랑쉐 1~3
- 사일런트 러버즈 1~4
- 사회적으로 죽어도 너를! 1~3
- 살짝 연상이어도 여자친구로 삼아주시겠어요? 1~2
- 성각의 용기사 1~20
- 성검의 블랙스미스 1~14
- 세기말 구세주 전설 -마왕- 1
- 소드 아트 온라인 1~24
  - 소드 아트 온라인 프로그레시브 1~6
  - 코믹 소드 아트 온라인 아인크라드 1~2
  - 소드 아트 온라인 얼터너티브 건 게일 온라인 1~8
  - 코믹 소드 아트 온라인 프로그레시브 1~7
  - 소드 아트 온라인 얼터너티브 클로버즈 리그렛 1~3
  - 소드 아트 온라인 페어리 댄스 1
  - 코믹 소드 아트 온라인 오디널 스케일 1 ~2
  - 코믹 소드 아트 온라인 팬텀 불릿 1~3
  - 코믹 소드 아트 온라인 할로우 리얼라이제이션 1~3
  - 코믹 소드 ☆ 아트 온라인 1~3
  - 코믹 소드 아트 온라인 걸즈 옵스 5
- 숫자로 구하는! 약소국가 1~2
- 스위트☆라인 1~3
- 스크램블 위저드 1~6
- 스트라이크 더 블러드 1~21
  - 코밋 스트라이크 더 블러드 1~10
  - 스트라이크 더 블러드 APPEND 1~2
- 스트레인지 러브 사이키델리 1~2
- 시로나 씨, 맛있게 잘 먹겠습니다 1~2
- 시작되지 않은 종말전쟁과 끝나버린 우리들의 청춘활극 1~2
- 시프트 1~3
- 신곡주계 폴리포니카 시리즈
  - 크림슨 1~9
  - 블랙 1~6
  - 화이트 1~4
  - 마블 1~2
  - 블루 1~2
  - 팔레트 단권
  - 레온 1
  - 크림슨S 1~6
- 실패금지! 그녀의 비밀은 흘리지 않아 1~2
- 아니스와 언짢은 마법사 1~4
- 아이돌 라이징! 1~4
- 안테노라 사이크 1
  - 앞문의 무녀 씨(독종), 뒷문의 수호령님(쓸모없음)
  - 앞문의 마녀 양(오타쿠), 뒷문의 수호령님(역시 쓸모없음)
- 안티리터럴의 수비술사 1~5
- 액셀 월드 1~24
  - 코믹 액셀 월드 1~7
- 어나더 몬스터
- 어느 비공사에 대한 연가 1~5
- 어비스 게이트 1~3
- 에어리엘 1~2
- 여기사 씨, 저스코 가자 1~4
- 여동생은 드래곤, 오빠는 대머리 1
- 영웅교실 1~10
- 오토x마호 1~13
- 용과 용자와 귀염성 없는 나 1~2
- 우리는 감시당하고 있다. 1
- 우리들의 패러독스 1~2
- 우리 집 마녀를 아시나요? 1~3
- 우리 회장은 난폭한 줄무늬 고양이를 닮았다 1~3
- 우츠로사키 마사키의 밀실플레이
- 운명의 사랑을 받아서 죄송합니다. 1~3
- 은둔형 니트가 10년 만에 외출했더니 1~5
- 이매진 새크러먼트 1~3
- 이윽고 마검의 앨리스벨 1~5
  - 헤로인즈 어소트
- 이층의 요괴왕녀 1
- 이카, 루즈 1~2
- 인기 많은 여동생과 수난당하는 나 1~8
- 인디피니트 링케이지 1~3
- 작열하는 코바야카와 양 1
- 전투 성새 마스라오 1~5
- 절대로 일하고 싶지 않은 던전 마스터가 늘어지게 잠을 자기까지 1~9
- 절대적 고독자 1~4
- 절심해의 솔라리스 1~2
  - 정령사의 검무 정령무도제
- 제국의 쌍미녀 1~3
- 종언의 서표 1~4
  - 코믹 종언의 서표 1~3
- 지금 당장 그만두고 싶은 아르스 마기카 1
- 진 삼국지 여동생 1~2
- 진저에일! 1
- 초강녀 세라 1~13
- 초자연현상연구소 1~2
- 치어즈 1~3
- 카나크의 기적 1~2
- 카노콘 1~15
- 카페와 나의 선배님 1~3
- 콘트라파소 1~
- 퀄리디아 코드 1~3
- 큐, 큐, 큐트! 1~12
  - 큐, 큐, 큐트!SS 1~2
- 타마 나마 1~7
- 타로의 주인님 1~10
  - 쁘띠 프래크먼트
  - 쁘띠 어소트
- 타토에서 오다 1~2
- 트러블 홀릭 1~3
- 특이영역의 특이점 1~2
- 판도라 1~2
- 펀더 멘더 마우스 1
- 폭스테일? 1~6
- 폭주소녀 망상소년 1
- 폭풍 걸즈 파이트 1~2
- 플래그의 왕자님 1~3
- 헌티드 1~4
- 헬컴! 1~3
- 화이트 블랙 네크로 1~3
- 히키코모리들에게 내 청춘이 농락당하고 있다 1~2
- 101번째 괴담 1~2
- 아우라 AURA 1
- ff 1~2
- F랭크의 폭군 1~2
- GALGOD!!!!! 1~4
- GJ부 1~9
  - GJ부 중등부 1~8
  - GJ부 로스타임
- OL누님과 트러블노트 1~3
- PINION! 1~4
- Re: 바보는 세상을 구할 수 있을까? 1~3
- right X light 1~12
- Run & Shot 1~6
- MiX! 1~2
- xxx홀릭 - 어나더 홀릭 란돌트 고리 에어로졸

### 완결 작품
- 그녀는 귀성자녀 1~4
- 그런 세계는 부숴버려 -퀄리디아 코드- 1~2
- 기생여친 사나 1~5
- 꽃피는 에리얼포스 단권
- 덤벼! 시리즈
  - 크리스마스 덤벼
  - 발렌타인 덤벼
  - 화이트데이 덤벼
  - 6월의 신부 덤벼
  - 기타등등 덤벼
  - 페스티벌 덤벼
  - 벚꽃 덤벼
  - 벚꽃 피다. 덤벼
- 둘이서 시작하는 세계정복 1~5
- 마법전쟁 1~12
- 머티리얼 고스트 0~5,
- 바람의 성흔 1~6 (작가사망)
- 비 오는 날의 아이리스
- 사서와 가위와 몽당연필 1~7
- 사쿠라다가의 비밀: 아버지는 말단 전투원
- 사후편지 1~4
- 슈거다크 단편
- 슈라바라! 1~11
- 시간상인 1~4
- 스트라이크 위치즈 1~3
- 쓰레기와 금화의 퀄리디아
- 아수라 크라잉 1~14
- 애스트로 노토! 1~3
- 어느 비공사에 대한 추억
- 어느 비공사에 대한 야상곡 상, 하
- 언젠가는 대마왕 1~13
- 에반게리온 일러스트집 2007-2017
- 여신의 이노센스 1~5
- 여우와 둔갑설계도 단권
- 우리들의 1~5
- 우울한 소녀는 흑마법으로 사랑을 한다 1~5
- 외계인 시리즈
  - 세입자는 외계인
  - 전학생은 외계인
  - 기호 3번 외계인
- 외로움쟁이 로리페라투
- 이것은 좀비입니까? 1~19
- 이누카미! 1~14
- 이코노클라스트! 1~10
- 인류는 쇠퇴했습니다 1~9
- 일본 상공에 어서오세요 1~2
- 전략. 고양이와 천사와 동거 시작했습니다. 1~6
- 제로의 사역마 1~22
  - 타바사의 모험 1~3
  - 열풍의 기사희 1~2
- 참마대성 데몬베인 1~2
  - 기신태동
  - 군신강습
  - 드 마리니의 시계
- 천공의 알카미레스 1~5
- 캠퍼 1~12
  - 캠퍼 8,9,10 1/2
- 킬×러브 (殺×愛) 0~7
- 프시케의 눈물
- 헤키요 고교 학생회 의사록 1~10
  - 헤키요 고교 학생회 묵시록 1~9
  - 헤키요 고교 학생회 팬북 학생회의 전집
  - 헤키요 고교 학생회 활동 기록 학생회의 도감
  - 신학생회의 일존 상,하
- +1시의 신세계 1~2
- SHUFFLE! 1~7
- SH@PPLE 1~9
- To Love 트러블 다크니스
- 이윽고 사랑하는 비비레인 1~7
- 정령사의 검무 1~20
- 게이머즈! 1~12
  - 게이머즈 DLC

### J-NOVEL NEXT
- 다나카 나이=여친 없는 역사인 마법사 1~10
- 즉사 치트가 너무 최강이라 이세계 녀석들이 전혀 상대가 되지 않습니다만. 1~6
- 마왕인 내가 노예 엘프를 신부로 삼았는데 어떻게 사랑하면 되지? 1~9
- 변경의 노기사 1~3
- 슈퍼 커브 1~3
- 환수조사원 1~2
- 회복술사의 재시작 1~7
- 살아남은 연금술사는 마을에서 조용히 살고 싶다 1~6
- 원치 않는 불사의 모험가 1~4
- 신들에게 주워진 남자 1~7
  - 코믹 다나카 나이=여친 없는 역사인 마법사 1~3
- 미인 상사와 던전에 들어가는 것은 초과근무입니까? 1 ~2
  - 코믹 마왕인 내가 노예 엘프를 신부로 삼았는데 어떻게 사랑하면 되지? 1~2
- 니시노 ~교내 카스트 최하위이자 이능세계 최강 소년~ 1~3
- 마왕학원의 부적합자 1~4
- 어둠의 실력자가 되고 싶어서! 1~3
- 관의 마왕 1~2

### 완결
- NieR:Automata 긴 이야기
- NieR:Automata World Guide 미술기록집
- NieR:Automata 짧은 이야기
- NieR:Automata 소년 요르하
- 뇌제 메이드
- NieR:Automata 공략 설정 자료집
- OCTOPATH TRAVELER ~여덟 명의 여행자와 네 개의 샛길~

### J Novel Purple
- 성녀의 마력은 만능입니다 1~5
- 앨버트가의 영애는 몰락을 소망합니다 1~5
- 악역 영애이기 때문에 최종 보스를 길러보았습니다 1~3
- 여왕 폐하라고 부르지 말아줘 1
- 코믹 성녀의 마력은 만능입니다 1~3
- 여성향 게임의 파멸 플래그밖에 없는 악역 영애로 환생해버렸다... 1~9
- 마법약사가 두 번째 제자를 아끼는 이유 1
  - 코믹 마법약사가 두 번째 제자를 아끼는 이유 1
- 물론, 위자료를 청구하겠습니다 1~2
- 후궁의 까마귀 1-3
- 여신의 용사를 무찌르는 비열한 방법 1~6
- 책벌레 공주 1~3

### J-NOVEL SPECIAL
- 죄색의 고리 -리저지먼트-
- 폐허사진가 - 한밤중의 폐선
- 특급택배 걸!
- 초특급택배 걸!!